# Bergåstjärnen, Västergötland
Bergåstjärnen är en sjö i Partille kommun i Västergötland och ingår i Göta älvs huvudavrinningsområde.